# Las Varillas
Las Varillas es una ciudad del este de la provincia de Córdoba, Argentina, en el departamento San Justo. Tiene una población de 18.752 habitantes en su mayoría descendientes de inmigrantes europeos y una minoría del Oriente Medio. Es conocida como "La capital de la jineteada" y su economía está basada en la industria metalúrgica y metalmecánica de maquinaria agrícola. Su actual intendente es Mauro Daniele.

## Historia

### Antes del nacimiento de Las Varillas
Las Varillas, al igual que la mayoría de las poblaciones del Departamento San Justo, han crecido en sus primeros pasos a la luz de un contexto interno y externo favorable al desarrollo de la agricultura. Los factores fundamentales fueron:
- Se amplían redes de ferrocarriles. El 4 de abril de 1904 se inauguró la estación Las Varillas del ferrocarril provincial de Santa Fe (luego Ferrocarril General Belgrano). El 1 de marzo de 1911 fue el turno de la estación Las Varillas del Ferrocarril Central Argentino (luego Ferrocarril Mitre)
- Escasez de alimentos en Europa, que hace rentable la exportación de cereales.
- Construcción de más y mejores vapores que transportaban a Europa los cereales producidos en Argentina.
- Inmigración favorecida desde el gobierno central de la República Argentina. A esto se suma la emigración masiva de europeos, principalmente españoles e italianos, por necesidad de empleo y la mencionada escasez de alimentos en sus países de origen.

Antes de la fundación o formación, existían en la zona unas pocas estancias,de grandes extensiones, destacándose "Monte Las Varillas", "Los Corralitos" , "La Ensenada", Laguna de la Vaca, Los Espinillos.

### Fecha de fundación o formación
Para más información, ver la página de Medardo Álvarez Luque, quien es conocido como el fundador de Las Varillas.

### Toponimia
La ciudad se llama así por la "Estancia Monte de las Varillas". El nombre de la estancia proviene de un monte de chañares de los que se extraían las varillas, que son palos que usaban los nativos para hacer sus ranchos.
La mención más antigua que se conoce del nombre Las Varillas data de 1813, en una nota de Hipólito Rodríguez, vecino de Villa del Rosario, al por entonces Gobernador de la Provincia Don Francisco Xavier de Viana, solicitando un terreno en el "paraje nombrado Las Varillas".
Otros aseguran que es una deformación del vocablo “Vacas Amarillas” (por el pelaje de vacunos de la zona), pero sería más bien por el nombre de la estancia, no del pueblo. Esta versión se ofrece en las publicaciones editadas en 1950 y 1975, aunque en las mismas publicaciones se la relativiza, dejando como prevalente la anterior. También se la menciona en el libro Las Varillas: Su Perfil.

### Historia política
Lorenzo Ortiz fue el presidente de la primera Comisión de Fomento, en 1914.El primer Intendente electo fue Don Ventura Pardal. Ver el listado completo de Intendentes de Las Varillas.
Por decreto provincial de fecha 3 de diciembre de 1968 se elevó a Las Varillas a categoría de ciudad.

## Símbolos
Escudo
El escudo de Las Varillas surgió de un concurso que fue ganado por Rubén Gobetto. Incluye los colores de la Patria, un engranaje, un martillo y un yunque que reflejan la dinámica industrial, surcos que reflejan el factor agropecuario, edificios un camino y dos manos entrelazadas como alegoría de hermandad y solidaridad.

Eslogan
El eslogan "Fe y Progreso", surgió del mismo concurso que el escudo. Fue ideado por Mabel Alonso de Salamanca y denota la orientación religiosa y progresista de la Ciudad.
Nuestra señora del Rosario Patrona de Las Varillas
El 7 de octubre se celebra el día de la Virgen del Rosario.
El Cardo
Aunque no tiene carácter oficial, se ha promovido la flor del cardo como la "Flor de Las Varillas" 
Los símbolos edilicios y urbanísticos de la Ciudad son:
- El templo parroquial y su torre
- El templo del Barrio José María Paz, sobre un terreno donado por Medardo Álvarez Luque y fue construido por Gaspar Behm. Sus líneas arquitectónicas de propias de fines del siglo XIX, son una conjunción de estilo romano de frontis y arco de medio punto.[5]

- El centro cívico y el edificio de la antigua estación de ferrocarril. Tienen su origen en el año 1903. El 27 de septiembre de 1977 pasó por última vez un tren del Ferrocarril Belgrano y lo que era la estación de trenes pasó a ser propiedad municipal y conformar el actual centro cívico. El edificio de la estación albergó por muchos años la guardería municipal y hoy es sede del registro civil.
- La Ciudad de los Niños
- El cine-teatro Colón (ver Arte y Cultura)
- El edificio municipal, una de las primeras obras del arquitecto Francisco Salamone-

## Religión
La piedra fundamental del primer templo católico fue colocada en 1905, y fue construido por Francisco Beltrami. El primer Mísale Romanum fue firmado por el Padre Latella el 19 de marzo de 1904. En 1912 es elevada a la categoría de Parroquia. 
En la actualidad, además de la Iglesia católica, se encuentran las iglesias evangélicas, los testigos de Jehová, y los mormones, entre otros.

## Geografía
La ciudad de Las Varillas se ubica en la pedanía  Sacanta, en el Departamento San Justo al este de la Provincia de Córdoba. Dista 602 km de la Ciudad de Buenos Aires; 320 km del puerto fluvial de Rosario, 165 km de la ciudad de Córdoba y 83 km del puerto seco de Villa María (Córdoba). La ciudad es atravesada por dos rutas: a) la Ruta Nacional 158, que la vincula con países limítrofes: al este, con Brasil y Uruguay, y b) la Ruta Provincial Nro. 13, que la vincula con la capital de la provincia y con la ciudad de Rosario.
Las coordenadas son 31°52′S y 62°43′O. Se ubica a 136 metros sobre el nivel del mar y se apoya en un suave declive que se orienta hacia el Río Paraná.

## Arte y cultura
- El “Teatro Colón” es una referencia fundamental en la cultura varillense. Fue inaugurado por José Nieto el 17 de marzo de 1923 en la actual galería Romi (calles Roca y Saenz Peña). La actual edificación de la calle Sarmiento data de 1928, cuando se habilitó alimentada por la energía de una usina propia. Durante muchos años se lo utilizó para realizar bailes populares. En los años 40 tuvo una sucursal en Pozo del Molle y hasta los años 50 se complementaba con cine al aire libre en época estival. En octubre de 1950 albergó un certamen literario de repercusión nacional denominado "Juegos Florales". El cine tuvo funciones continuas hasta 1989, en que fue superado por las nuevas tecnologías de comunicación. El 13 de mayo de 1998 fue declarado Monumento Histórico y poco tiempo después fue adquirido por la Municipalidad de Las Varillas. Actualmente está reciclado y da cabida a proyecciones fílmicas, espectáculos musicales, de teatro, de danzas, etc.[6]

Si hablamos de cultura hablamos de la capital de la Jineteada, evento que se realiza 2 veces al año en el predio Tito Saluzzo.

Otras expresiones del arte y la cultura en Las Varillas son:
- “Centro de Exposiciones de Artes Plásticas y Visuales”, que funciona en el antiguo edificio donde estuvo ENTEL.

- Elenco Municipal de Teatro,

- Ballet Municipal de Folklore y Tango,

- Banda Municipal “Bernardino Lépori”,

- Coro de Cámara Municipal

- Coro Municipal “Santa Cecilia”, de adultos mayores; desde 1986

- Banda Municipal Infantojuvenil, Profesor Dardo Ferreyra

- Muestras Plásticas colectivas e individuales, Cursos de Capacitación, Ferias Artesanales, Jornadas de Conferencias, Conciertos y Audiciones, Concursos, etc.

Eventos
- Gran Prix Mercosur de la Danza: Certamen de Danzas Internacionales que desde 2002 se celebra en julio, y que congrega a más de 1.500 participantes, transformando la ciudad en un polo de Turismo Cultural.
- “Fiesta de las Colectividades”
- Grandes Recitales de Música Folklórica Internacional
- Jornadas Nacionales de Periodismo: Realizadas anualmente entre 1990 y 1994, reunían a lo largo de una semana a destacadas figuras del periodismo de Argentina. Las Jornadas eran abiertas a todo público y contaban con talleres para periodistas y estudiantes de comunicación.

## Demografía
.
Al igual que el resto de la zona, la población está compuesta principalmente de descendientes de inmigrantes. Los descendientes de italianos son los más numerosos, seguidos de cerca por los españoles. Además hay descendientes de alemanes, suizos, sirios, libaneses y franceses, entre otros.
La inmigración tuvo lugar fundamentalmente en la primera mitad del siglo XX. Según un censo de 1994 solo el 0,5% de la población eran nacidos en el extranjero, la mayoría de ellos con más de 70 años.
En 1946 se realizó un censo de población urbana, arrojando 7.800 habitantes de los cuales 1.500 pertenecían al área rural.
El 17 de octubre de 1915 se creó la Sociedad Italiana "Victorio Emanuele III" de Mutuo Socorro (Sociedad Italiana), cuyo emblemático edificio fue inaugurado el 20 de septiembre de 1920. Esta entidad es la más antigua de la Ciudad. Durante esta década fue designada por el gobierno italiano una agencia consular, que perduró hasta el día de hoy. El 29 de agosto de 1964 se inauguró el Instituto de Cultura Italiana Dante Alighieri.
La Asociación Española de Socorros Mutuos se formó recién el 25 de octubre de 1925, aunque la colectividad organizaba actos y fiestas desde 1912. Desde su fundación estuvo dedicada a la realización de acontecimientos culturales y deportivos.
La Alianza Francesa funciona desde 1964.
Defendiendo las tradiciones locales, tienen importante arraigo en la Ciudad la Agrupación Gaucha Córdoba y la Agrupación Gaucha El Rodeo.
En el Censo Población y de Vivienda del año 2013 se estimó la población en 17.573 habitantes
| Gráfica de evolución demográfica de Las Varillas entre 1946 y 2022 |
|                                                                    |
| Fuente: Censos nacionales del INDEC                                |

## Educación
Cuenta con varias instituciones dedicadas a la enseñanza inicial hasta la terciaria. Estas cubren la necesidad educativa de la ciudad y además atraen a alumnos de localidades vecinas. Podemos citar:
```
* Universidad Blas Pascal
```

- Universidad siglo XXI
- Escuela Normal Superior Dalmacio Vélez Sarsfield: Nivel Preescolar; Nivel Primario; Nivel Secundario con tres especializaciones, Economía y administración, Ciencias Naturales y Ciencias Sociales y Humanísticas; Nivel Terciario
- Instituto de María Inmaculada (IMI): Nivel Preescolar; Nivel Primario; Nivel Secundario especializado en Humanidades y Comunicación social; Nivel Terciario
- Escuela Bernardino Rivadavia: Nivel Preescolar, Nivel Primario
- I.P.E.T N° 263 "De. Bernardo Houssay": Nivel Secundario con tres especializaciones técnicas, Mecánica, Construcciones e Industria de los Alimentos.
- Instituto Gustavo Martínez Zuviría: Nivel Secundario, Nivel Superior
- Escuela Bartolomé Mitre: Nivel Preescolar, Nivel Primario
- Escuela José María Paz: Nivel Preescolar, Nivel Primario
- Escuela diferencial El Amanecer

### Escuela Nacional Nro. 23 y Escuela Normal Superior Dalmacio Vélez Sarsfield
Es la más antigua escuela de Las Varillas y fue creada como Escuela Nacional Nro. 23 el 31 de julio de 1906. El 17 de marzo de 1947 se inaugura el "Instituto de Enseñanza Secundaria Dalmacio Vélez Sarsfield". En 1966 se unen estas dos instituciones . En 1971 se inaugura el edificio actual. En 1974 se crea el Profesorado para la Enseñanza Primaria. En 1978 se crea el Profesorado en Ciencias Biológicas y Geografía. En 1982 se crea el Jardín de Infantes.

### Escuela Bartolomé Mitre
Nació en septiembre de 1917 como Escuela Nacional Nro. 110. En 1950 comienza a funcionar el jardín de infantes.

### Escuela Bernardino Rivadavia
Fue inaugurada el 3 de mayo de 1933 y comenzó a funcionar en el lugar donde actualmente está la cooperativa de energía eléctrica. El edificio actual fue inaugurado el 3 de mayo de 1936.

### Escuela José María Paz
Comenzó sus actividades en 1954 de primer a cuarto grado. Es tanta la importancia de esta institución educativa en la zona norte de Las Varillas que hasta el barrio adoptó su nombre.

### I.P.E.T N° 263 Bernardo A. Houssay
Nace como "Escuela Industrial" en 1958, por iniciativa del Centro Comercial. Luego se transformó en ENET N.º 1, solo con la especialidad en metalmecánica., Más tarde se transformaría en IPEM 263, donde se agrega la especialidad en construcciones, con una orientación muy práctica, incluyendo construcción de una vivienda por manos propias de los estudiantes. Más tarde se añade la especialidad en alimentación.
El primer año salen con un título de Técnico en Metal Mecánica, Técnico Constructor y Técnico en Industria de los Alimentos.
Se añadió además, en convenio con la Universidad Nacional de Córdoba, el curso de Maestro Mayor de Obras un título que permite a los graduados diseñar, relevar y firmar planos de plantas de hasta 4 pisos en altura y 1 subsuelo.

### Instituto Parroquial Gustavo Martínez Zuviría
Fundado en 1963 por iniciativa del Padre Lorenzo Mensa. Aportó la novedad de la preparación contable y el turno nocturno. En 1974 se inaugura el Observatorio Astronómico Jorge Bobone, que depende del Instituto Parroquial Gustavo Martínez Zuviría. A través de Ediciones Gustavo Martínez Zuviría, se han publicado numerosos libros de investigación, historia y promoción de la literatura y poesía local. En 1967 se inaugura el gimnasio "Gerardo Bonhoff".

### Escuela Especial "El Amanecer"
El Instituto Privado Adscripto de Enseñanza Especial "El Amanecer" fue creado en 1978 y funciona bajo la responsabilidad de la Asociación de Padres y Amigos del Insuficiente Mental (APADIM). Desde 1974 funcionaba a título experimental la Escuela Diferencial, creada por la Municipalidad.

### Otras expresiones educativas
Hay numerosas escuelas de campo. La primera de ellas, denominada Justo José de Urquiza en campo La Victoria, comenzó a funcionar en 1935. En 1939 se establece la escuela "9 de Julio" en Trinchera; en 1953 la escuela "José Hernández" de campo Callerio; en 1954 la escuela 25 de Mayo en campo El Pino y la escuela Juan José Paso en campo 25 de mayo.
En 1934 se creó una Escuela Nocturna Municipal. Hacia el año 1920, había un gran número de escuelas privadas, debido al déficit de bancos, según una encuesta realizada por Enriqueta Funes.
En 1978 comienza a funcionar la Guardería Municipal Fátima, que actualmente tiene su sede en la vieja estación del Ferrocarril Belgrano.

## Medios de comunicación
Los medios de comunicación que actualmente tienen vigencia son:
- STV2 (Servicio Televisivo de la Cooperativa de Energía Eléctrica) primer y único Medio Televisivo de la Ciudad. Creado febrero del año 1984

- 94.5 FM Identidad - www.fmidentidad.com.ar
- Radio Regional Las Varillas (Nació por iniciativa de la Cámara Junior. En sus comienzos, la radio emitía música funcional. A partir del 15 de enero de 1979 se inician las transmisiones a 40 receptores que captaban la señal de un cable. Entre los años 1982 y 1988 se expandió, siempre con receptores vía cable, a Sacanta, Calchín, El Arañado, Laspiur, Las Varas, Pozo del Molle y Carrilobo.)

- Radio 100 Las Varillas

- FM Sueños

- El diario digital "Lasvarillasvive"

- Diario "El Heraldo". Creado en 1962 siendo el único medio escrito de la ciudad hasta la actualidad. En versión digital su denominación es www.diariodelasvarillas.com.ar
- Radio Integra Rock

Además de los mencionados anteriormente, una serie de expresiones periodísticas dejaron de existir en la comunidad:
En 1936 aparece la revista "La Semana".
Desde diciembre de 1944 se editó la revista "Antorcha", con fuerte vocación política de apoyo a causas populares. Tuvo importantes diferencias de criterio con el "Boletín Parroquial" editado por el Padre José Tomás Luque.
En 1948 aparece "Preludios", revista del Club Colegial "30 de Agosto" del Instituto Vélez Sarsfield.
En 1966 apareció "Proa", bajo la dirección de los Dres. Aldo Bertorello y Silvio Sclaverano.
En mayo de 1982 se creó la revista "Protagonistas de Nuestro Tiempo" que tuvo el valor de hacer periodismo crítico durante la dictadura militar. Su aparición era mensual y se editó por el espacio de un año y medio, hasta que razones económicas impidieron su continuidad.
En 1991, se lanza el semanario de análisis político "Hablando Claro", que alcanza cobertura en Las Varillas y las ciudades y pueblos de Pozo del Molle, Alicia, El Fortín, Las Varas, Saturnino María Laspiur, Carrilobo y Sacanta. El semanario es una continuidad del programa radial homónimo del periodista Ricardo Fonseca. Deja de editarse en 1994.

## Instituciones
Además de las mencionadas a continuación, se nombran instituciones deportivas, educativas, políticas y de medios de comunicación en otras secciones de este artículo.

### Aero Club
Se constituyó el 4 de mayo de 1953. El 19 de enero de 1954 se habilitó el campo de vuelo como aeródromo de cuarta categoría y se adquiere la personería jurídica. Fundador José A. Sebaste

### Agrupación Gaucha Medardo Álvarez Luque
Su objetivo es la integración varillense, estimulando y valorando todo lo concerniente al ser nacional. Es una asociación civil fundada el 10 de noviembre de 1990 en el marco de los festejos de los 90 años de la ciudad y toma como domicilio el predio ubicado en calle Güemes 953 y como nombre el del fundador de Las Varillas.

### Biblioteca Popular Sarmiento
Fue fundada el 9 de julio de 1918 por el Almafuerte Atletic Club. Aunque en el mismo año de su fundación fue reconocida por la Comisión de Bibliotecas Populares, funcionaba en la casa del Sr. Domingo Basso y su bibliotecario, Elías Tomé, no cobraba por su función. En el año 1926 pasó a depender del Automóvil Club Las Varillas. Obtuvo su independencia en el año 1936.

### Bomberos Voluntarios
Fue creado en 1956 por iniciativa del Centro Comercial. El incendio de la fábrica de Boero y Sebaste del 13 de enero de 1952 fue tan trascendente para la ciudad que movilizó al Centro Comercial Industrial y de la Propiedad para crear esta institución. El cuartel se inauguró el 7 de diciembre de 1969.

### Centro de Empleados de Comercio y Oficios Varios
El Centro de Empleados de Las Varillas es una institución gremial nacida en 1933, y, que tuvo y tiene desde sus orígenes como función principal la defensa de los derechos de los empleados de comercio de Las Varillas y zona.

### Centro de Estudios de Historia km Parada 81
Fundado el 1 de junio de 1987 por mandato de la Junta Provincial de Historia y a instancias de las autoridades del Museo Regional y del Instituto Gustavo Martínez Zuviría. Su nombre evoca a la vieja estación de trenes alrededor de la cual se forjó la ciudad de Las Varillas.

### Círculo Regional de Bioquímicos
Nace el 3 de octubre de 1973. Además de profesionales de Las Varillas, el centro agrupa a profesionales de Pozo del Molle, Carrilobo, El Arañado, S.M. Laspiur, Alicia, Las Varas, El Fortín y Colonia Prosperidad.

### Club de Leones
Pertenece a la organización mundial del mismo nombre y fue fundada el 21 de agosto de 1961.

### Cooperativa de Energía Eléctrica y Otros Servicios Públicos
Esta institución nació con el fin de dar solución al problema energético de Las Varillas. En 1982 anexó a su nombre "... y Otros Servicios Públicos" para comenzar a brindar el servicio de televisión, y luego se amplió a diversos servicios.

### Hogar de Ancianos
Fue puesto en funcionamiento el 7 de enero de 1973. Fue posible gracias a los aportes de diversas instituciones, incluyendo el Rotary Club, que donó el terreno, Club de Leones, Club Huracán, Cámara Junior, Asociación Católica de Obreros, Club Almafuerte, Club Mitre, Club Varillense, etc. La idea de su creación partió del Padre Lorenzo Mensa.

### Hospital Vecinal Dr. Diego Montoya
Fue inaugurado en 1940. El nombre honra al Dr. Diego Montoya, quien tuvo una gran participación en la salud, y la vida política y social de Las Varillas.

### Rotary Club Las Varillas
Fue el primer club de servicio que hizo su aparición en Las Varillas. Se fundó el 20 de diciembre de 1953 y pertenece a la red del Rotary International.

## Deportes
La actividad deportiva es de lo más variada. Existen principalmente cuatro clubes en que se desarrollan fútbol, básquetbol, bochas, vóley, natación, tenis, frontón, entre otros. Estas instituciones son el Club Deportivo y Mutual Almafuerte, el Club Huracán, el Club Mitre y el Club Hípico y Deportivo Varillense.
El fútbol como deporte popular comenzó a gestarse en 1914.
El Club Almafuerte, tiene su origen en la fundación de la Biblioteca Popular Infantil Almafuerte,en 1945, por un grupo de jóvenes con la iniciativa de la maestra Enriqueta Funes. En 1949 se fusiona con Alumni Juniors y pasa a llamarse "Club Atlético y Biblioteca Popular Infantil Almafuerte"  La iluminación de la cancha fue habilitada en 1965. El natatorio se habilita en 1971.
El Club Huracán nació en 1927 y debe su nombre al Club Atlético Huracán, de la ciudad de Buenos Aires. Tuvo su primera cancha 2 cuadras al sudoeste de la actual. En 1931 la Familia Álvarez Luque donó el terreno de lo que actualmente es el parque Medardo Álvarez Luque, donde el club Huracán desarrolla la mayoría de sus actividades. A fines de los años 40 estuvo a punto de desaparecer, habiendo perdido el permiso del Ministerio de Salud para utilizar el Parque Álvarez Luque y redujo su actividad a las bochas. En los años 50 y 60 resurge con fuerza la actividad deportiva, obteniendo importantes logros como el campeonato regional de fútbol en 1963. El 15 de abril de 1969 una ley nacional devuelve al club el parque Álvarez Luque. El 31 de enero de 1970 se inaugura el natatorio.
La actual rivalidad entre Huracán y Almafuerte (por aquel entonces C.A. Talleres) nace de aquellos años, en los que no había campeonatos puntables, los amistosos otorgaban al ganador trofeos y los capitanes se intercambiaban ramos de flores.
El Club Atlético Bartolomé Mitre nació el 14 de febrero de 1951, con sede en el barrio Central Argentino, lleva ese nombre por estar ubicado en cercanías a la estación del tren Bartolomé Mitre. Este club es además famoso por los bailes que se llevan a cabo en su sede.
El Básquet tiene origen en el año 1961, impulsado por un grupo de entusiastas y el Dr. Margiotti, por entonces presidente del Club Huracán. Por un tiempo existió la Asociación Varillense de Básquet, que luego de un período de esplendor se desmembró. Actualmente participa únicamente el club Almafuerte, en la A.B.S.F. (Asociación de Básquetbol de San Francisco).
El automovilismo comenzó a tener auge a mediados de la década del 1920, cuando se fundó el Automóvil Club Las Varillas. En los años setenta se formó la Asociación Varillense de Volantes, que en 1974 inauguró el autódromo, 3.º de la provincia y 11.º del país. Por circunstancias económicas la actividad se suspendió y la carpeta asfáltica se deterioró.
El ajedrez fue impulsado en sus inicios por Tomás Salamanca, y se organiza en 1933 como "Círculo de Ajedrez", aunque institucionalmente se organizó en 1971.
Las bochas comenzaron a desarrollarse institucionalmente el 22 de septiembre de 1943, con la fundación del club "Sportivo Varillense", luego "Club Hípico y Deportivo Varillense".
El boxeo tiene su origen en los años 40.

## Ciudades hermanas
- Cavour, Italia[9]

## Parroquias de la Iglesia católica en Las Varillas
| Diócesis  | San Francisco              |
| --------- | -------------------------- |
| Parroquia | Nuestra Señora del Rosario |